# Supertec
Supertec foi uma marca de motores de Fórmula 1 fornecida pela empresa neerlandesa Super Performance Competition Engineering BV, gerenciada por Flavio Briatore e Bruno Michel. Os propulsores Supertec eram atualizações desenvolvidas pela Mecachrome dos motores Renault RS9 que foram usados na temporada de 1997.
Em maio de 1998, a Super Performance Competition Engineering assinou um acordo de distribuição exclusiva com a Mecachrome para começar na temporada de 1999. Os motores foram adquiridos e rebatizados como Supertec. Os motores Supertec equiparam a Williams, Benetton e BAR em 1999, e Benetton e Arrows em 2000. A equipe Benetton rebatizou os seus motores como Playlife.
Após a temporada de 2000, a Supertec entrou em colapso devido a problemas financeiros e, portanto, a Renault Sport F1 comprou os ativos da Supertec em 2001.

## Fornecimento de motores
| Ano  | Equipe   | Motor                 |
| ---- | -------- | --------------------- |
| 1999 | Williams | Supertec FB01 3.0 V10 |
| 1999 | BAR      | Supertec FB01 3.0 V10 |
| 2000 | Arrows   | Supertec FB02 3.0 V10 |